# Hetzel von Lindach (Notabelngeschlecht)
von Hetzel (von Lindenach / von Lindnach) war der Name einer Berner Notabelnfamilie im 14. bis 16. Jahrhundert in der Stadt Bern im Kanton Bern in der Schweiz.

## Geschichte
Die Familie stammt vermutlich ursprünglich aus Kirchlindach und daher scheint auch der Lindnach herzurühren. Ab 1345 werden erste Mitglieder der Familie unter dem Namen Hetzel von Lindnach urkundlich erwähnt. Ab dem 15. Jahrhundert besetzten Mitglieder der Familie regelmässig öffentliche Ämter der Stadt Bern.

## Namensträger
- Konrad von Hetzel (von Lindenach), Mitte 14. Jahrhundert Johanniter-Komtur zu Münchenbuchsee
- Vinzenz (Entzo) Hetzel (von Lindenach), Grosser Rat Bern
- Kuno Hetzel (von Lindenach), 1395 Venner, 1402 Landvogt Nidau, 1406/07 Schultheiss Burgdorf
- Peter Hetzel (von Lindenach), ab 1398 Ratsherr, ab 1402 Venner, 1408 Bauherr, 1423 Vogt Aarberg
- Ital Hetzel (von Lindenach), 1417 Ratsherr, ab 1420 Venner, 1427 Bauherr, 1431 Seckelmeister
- Ludwig Hetzel (von Lindenach), 1437 Ratsherr, 1438 Vogt Laupen, 1444 Vogt Bipp, ab 1446 Venner und Gesandter
- Kaspar Hetzel (von Lindenach) († 26. Juli 1513), 1499 Anführer der Berner Schlacht bei Dornach, 1513 Könizer Aufstand enthauptet
- Hans Rudolf Hetzel (von Lindenach), 1510 Vogt Erlach, 1513 Enthebung von allem, 1519 Verbannung
- Jakob Hetzel (von Lindenach), als Hauptmann bei der Eroberung der Waadt, 1536 Vogt Pays de Gex
- Berchtold Hetzel (von Lindenach), 1551  Gubernator Payerne